# Charles de Quellenec
Charles II de Quellenec, baron du Pons (ou de Pont) et de Rostrenen, né en 1548, mort le 24 août 1572, est un noble protestant français. Époux de Catherine de Parthenay, il fut assassiné dans la cour du Louvre lors de la nuit de la Saint-Barthélemy. Charles du Quellenec, baron du Pons, est cité sous le nom de Soubise dans un chant de la Henriade de Voltaire.

## Biographie

### Les origines de la maison du Pons du Pont
En 1538, Jehan IV du Quellenec, seigneur de Quintin, baron du Pons et de Rostrenen, vicomte du Faou et de Coëtmeur, sire du Quéllenec, du Hart, de Villepépin, du Vaugaillart, Carnoët et autres lieux épouse Jehanne de Maure, fille du comte François de Maure, baron de Lohéac, vicomte de Fercé, et d'Hélène de Rohan. Celle-ci reçoit en dot de ses parents 2 000 livres de rentes assises sur les terres de la Clarté, Brétignolles et autres (Du Paz, Histoire généalogique de Bretagne, p. 652).
Ils ont un fils, Charles (né en 1548) et deux filles, Marie du Quellenec, qui entre dans la famille d'Entragues, et Jeanne du Quellenec (ou Quélénec) qui épouse Jacques de Beaumanoir, vicomte du Besso, échanson d'Henri II, et gentilhomme ordinaire du dauphin. 
Le 14 août 1546, les deux époux rendent hommage au baron de Vitré pour leur seigneurie de la Clarté, comprenant de nombreux fiefs.
Jeanne de Maure est protestante, et habite son manoir de la Clarté avec ses enfants. Elle vient parfois en l'église de Cornillé assister au prêche. Elle le fait faire par un ministre qu'elle amène avec elle et fait monter en chaire, usant du droit que lui donne la qualité de son fief d'y faire exercer son culte. 
En 1554, leur fille,  Jeanne de Quellenec, donne un hériter au vicomte de Beaumanoir, un fils, Toussaint Beaumanoir, baptisé le 1er septembre 1554 dans l'église de Jugon, à son tour seigneur du Pont-l'Abbé.

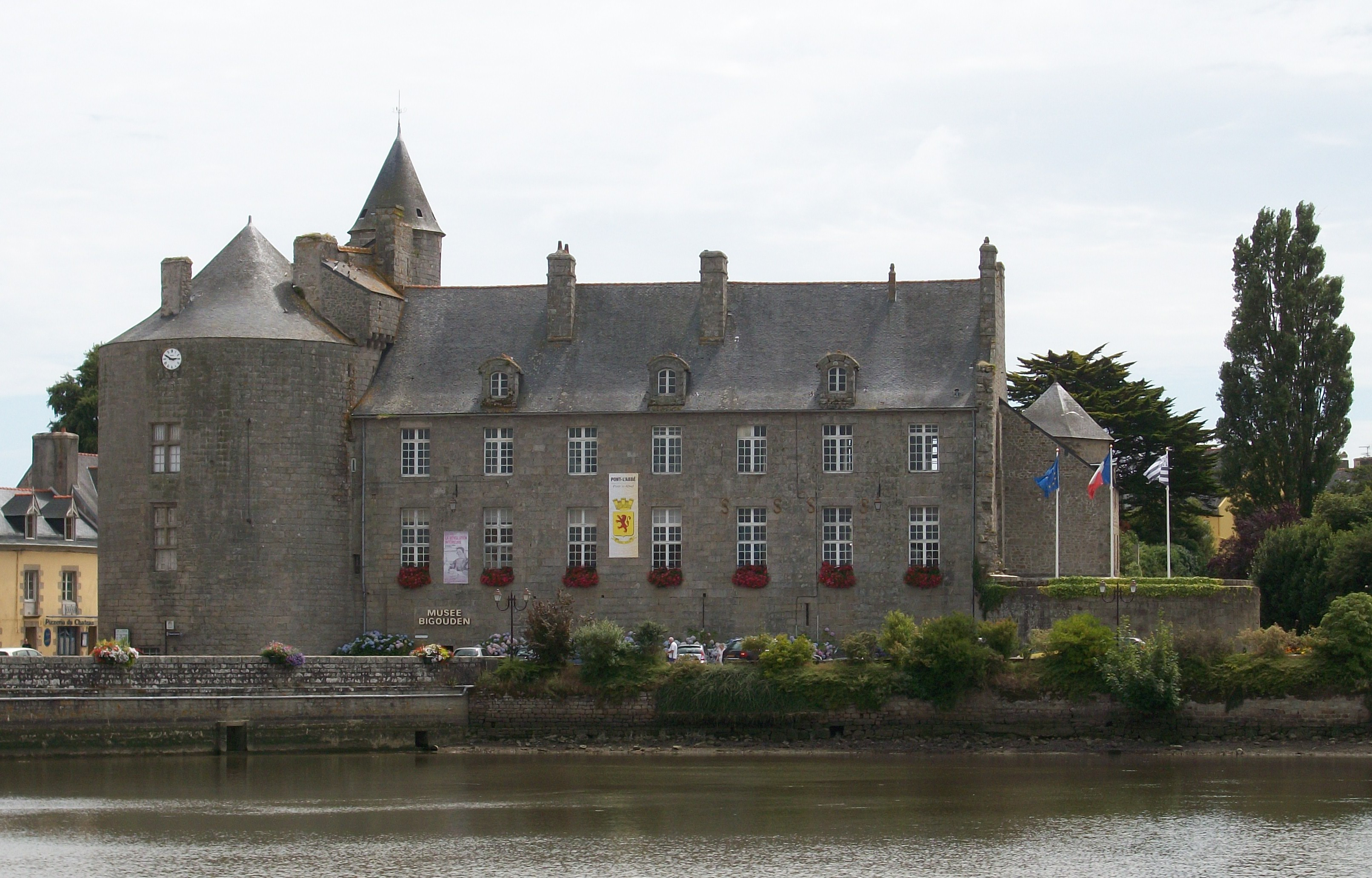
Château de Pont L'Abbé

Le 2 avril 1559, Charles de Quellenec prête serment comme otage et se rend en Angleterre avec le comte de Roussy comme garants de la restitution de Calais promise par le traité du Cateau-Cambrésis. Il rejoint son oncle Claude de Maure, qui sera libéré le 17 juin à cause de maladie.

### Un capitaine valeureux
En 1568, Charles de Quellenec épouse Catherine de Parthenay-L'Archevêque, fille unique et héritière de Jean de Parthenay-l'Archevêque, seigneur de Soubise, mort deux ans auparavant et d'Antoinette d'Aubeterre. Nièce de la comtesse de Mareunes, la jeune épouse est âgée de treize ans. Célèbre par sa beauté, son esprit et son courage ; elle écrit dans les langues latine et grecque ; et a eu pour précepteur François Viète. Charles relève par son mariage le nom de Parthenay-Soubise ; et embrasse la réforme.
Par le fait qu'il relève le nom de Soubise, de nombreux historiens l'ont parfois confondu avec feu son beau-père (mort en 1566). La confusion des actions du beau-frère et du gendre se retrouve notamment dans la table de l'Histoire de France du P. Daniel et dans la table de l'Histoire de M. de Thou, édition de 1734.
En mars 1569, il est fait prisonnier à Jarnac, alors que le prince de Condé est assassiné sur ordre du duc d'Anjou. De Quellenec parvient à s'échapper (alors qu'il était prisonnier sur parole). Jeanne d'Albret l'adjoint à Pontivy, pour diriger les troupes huguenotes de l'Angoumois. Leur  troupes  triomphent à Tonnay-Charente, puis s'emparent de tout le littoral de la Saintonge, Saintes se rend à eux ; mais Quellenec est blessé à la mâchoire. 
Le Parlement de Bordeaux le condamne à mort par un arrêt du 15 avril 1569, renouvelé le 6 mars 1570.
Le 8 août 1570, la paix de Saint-Germain-en-Laye marque la fin de cette seconde guerre civile.
Mais en 1570, Catherine de Parthenay quitte Mouchamps dans le Poitou pour La Rochelle. Elle retrouve sa mère à qui elle confie l'impuissance du baron. 
Mis en demeure de se justifier par Jeanne d'Albret et Théodore de Bèze, Charles de Quellenec assure les chefs huguenots d'avoir possédé son épouse. Peu après, il l'enlève de la Rochelle et l'enferme dans son château du Pont.
Catherine, qui a eu pour précepteur le mathématicien François Viète, et qui cultive la poésie avec quelque succès, entreprend alors de correspondre avec sa mère par vers latins et grecs, langues qu'ignore le baron. Elle use même d'encre sympathique (du jus d'orange) et de citations d'Horace, de Virgile et de Martial pour demander où en est son procès.

### Un procès en annulation

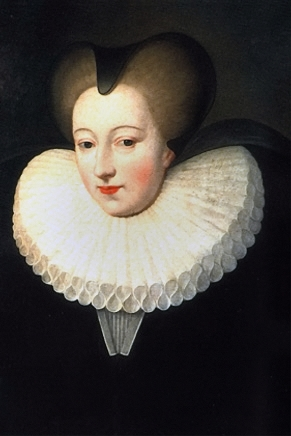
Catherine de Parthenay

Car très vite, les dames de Soubise, Catherine et sa mère, Antoinette d'Aubeterre recherchent le divorce. Elles accusent le Baron Charles de Quellenec de ne pouvoir assurer la descendance des Soubise. Le duc de Saint-Simon, un siècle plus tard, rapporte les faits avec son habituelle cruauté :
On n'a pas d'idée de l'acharnement que déployaient parfois les familles, surtout les belles-mères, dans la poursuite des maris, en cas pareil. Pour les apprécier, il faut voir l'histoire du pauvre baron d'Argenton sous Henri IV, et lire le détail des persécutions qu'eut à endurer, sous Charles IX, de madame de Soubise, de la princesse de Condé, de la reine de Navarre et d'autres, Charles de Quellenec, baron du Pons, au sujet de Catherine de Parthenay Soubise, sa femme.
Il ajoute, parlant de ce procès où Catherine de Parthenay cherche à obtenir la rupture de son mariage, pour empêchement dirimant.
Quel tissu de folies cyniques et d'iniques turpitudes offrait cette procédure! Premièrement, le serment des sept parens de la femme? Mais, on se le demande, que pouvaient attester ces sept nigauds siw les mystères du lit nuptial, sinon des caquets de l'épousée à défaut de caquets de l'accouchée ? Ensuite la visite de l'homme ? Mais elle ne présentait aux visiteurs que des apparences : or, l'on sait qu'elles sont ici tellement trompeuses, qu'il y aurait presque plus de chances de vérité à parier contre que pour elles, à ne fournir que l'exemple du pauvre baron d'Argenton, dont l'amour fut jugé borgne parce qu'il ne montrait qu'un œil, encore qu'il eût deux yeux dont il voyait fort bien ; et pourtant il fallait en croire ces trompeuses apparences, sous peine d'absurdité, en récusant le témoignage même qu'on invoquait. Quoi encore ? la visite de la femme ? Mais eussiez-vous ici toutes les lumières de Severin Pineau, jointes à celles du Deutéronome, chapitre 22, et à celles dont le médecin Melchior Sébizius fait une si naïve énumération dans son petit Traité de Notis Virginitatis, vous pourrez encore plus facilement prouver à une femme qui se dit vierge quand elle ne l'est pas, qu'elle ne l'est pas, qu'à son mari qu'elle l'est, quand il prétend qu'elle ne l'est pas et qu'elle l'est ! La cohabitation expérimentale ne valait pas mieux. Qui garantissait aux juges que le mari n'userait point de quelque artifice violent pour ouvrir les voies du mensonge, ou la femme de quelque ruse malicieuse pour fermer l'accès de la vérité ? Enfin le congrès ? Mais cette épreuve, raisonnable quand le défendeur l'invoquait, insensée quand le juge la prescrivait, était plus souvent prescrite qu'invoquée.
Ce procès, que refusa de défendre le mathématicien François Viète, qui était encore en 1570 avocat des dames Soubise, se poursuivit pendant 2 ans.
Le 25 avril 1571, Charles de Parthenay, baron du Pons et de Soubise, vend sa seigneurie de la Clarté à Jean d'Espinay, mais sa sœur, Jeanne du Quellenec-Beaumanoir, en conserve quelques fiefs. 

### Victime du massacre de la Saint-Barthélemy
Il est présent à Paris à l'occasion des noces du roi de Navarre (futur Henri IV) et fait partie du groupe de gentilshommes logés dans la suite du roi au palais du Louvre et massacrés le  24 août 1572, jour de la Saint-Barthélemy.
Sa mort s'est trouvée par contre-coup, enveloppée d'une légende, dans laquelle l'historiographie traditionnelle a voulu voir la dégénérescence de la cour des derniers Valois. Cette légende a pour origine un recueil de témoignages composé par le protestant Simon Goulart et qui inspira quelque trente années après Théodore Agrippa d'Aubigné et le président Jacques-Auguste de Thou (1612) dont certaines éditions le confondent avec son beau-père. La légende se prolonge avec le récit plus tardif de l'imprécis Antoine Varillas (1624-1696) et du scrupuleux Pierre Bayle (1647-1706), puis au travers des « mémoires », trempées dans le fiel, du duc de Saint-Simon (1675-1755). Au XIXe siècle, un pamphlet protestant, d'Auguste François Louis Scipion de Grimoard-Beauvoir du Roure de Beaumont-Brison (1783-1858) Les mémoires du temps de Charles IX, en donne pour finir cette description :
Les rues étaient couvertes de corps morts, la riviere teinte en sang, les portes et entrées du palais du roy, peintes de mesme couleur : mais les tueurs n'estoient point encore assouvis. Le roy, la reyne sa mère et les dames sortirent sur le soir, pour voir les corps morts les uns après les autres. Entre autres, la reyne-mère voulut voir celui du seigneur de Soubise, pour savoir à quoi il tenoit qu'il fust dans l'impuissance d'habiter avec sa femme.

Le Massacre de la Saint-Barthélemy, d'après François Dubois

Sa mort est narrée par ailleurs de la façon qui suit : 

« M. d'O, maître de camp de la garde du roi, prenant le rôle où tous les huguenots de la suite de ces deux princes, logés au Louvre, étoient inscrits, les appela par leur nom pour les faire descendre dans la cour ; à mesure qu'ils y entroient, ils étoient mis à mort par les soldats. Pardaillan, Saint-Martin, Bources, Armand de Clermont de Piles, illustré par la belle défense de Saint-Jean-d'Angely, Beaudiné, Puy Viaud, Berny, Quellenec, baron du Pont, furent tués de cette manière. Les soldats, après avoir dépouillé ces seigneurs, ran- geoient les corps tout nus sous les fenêtres du palais. On vit alors des dames de la reine descendre dans la cour pour les examiner de plus près, et juger par elles-mêmes le procès alors pendant contre le baron du Pons, pour cause d'impuissance. »

— Cité dans Simonde de Sismondi 1835, p. 160.
Quant à Saint-Simon, fidèle à lui-même et à l'esprit des temps, il conclut :
Leurs persécutions furent telles que ce seigneur dut s'estimer heureux de périr les armes à la main, en bon et brave huguenot, dans le massacre de la Saint-Barthélemy ; car tel fut son sort, et j'en tire un signe favorable à son droit contre Catherine de Parthenay ; estimant, n'en déplaise à l'eunuque Narsés, qu'impuissance, est rarement compagne de vaillance.
Sa mort mit fin au procès que sa femme lui intentait.

## L'héritage de Soubise
En 1572 peu avant sa mort, Charles de Quellenec afféage la seigneurie de Carnoët à Guillaume Guinamant, seigneur de Lallunec et sénéchal de Carhaix. Après une transaction financière avec la petite-fille du sénéchal de Carhaix, Hélène de Beaumanoir acquiert de nouveau cette seigneurie.
Toussaint de Beaumanoir prend, à la mort de son cousin, Charles du Quellenec, le titre de baron du Pons et de Rostrenen. Il fut fait chevalier de l'ordre du roi, sous Henri III, et maréchal des camps et armées de Bretagne. Après s'être distingué dans plusieurs combats, il fut  blessé au bras et malgré tous les soins prodigués,  mourut à Rennes, le 12 mai 1590.
En 1573, Catherine de Parthenay fait représenter à La Rochelle, pendant le siège, sa tragédie de Holopherne, que quelques-uns attribuent à Anne de Rohan, sa fille.
En 1575, elle se remarie avec René II de Rohan, qu'elle perd en 1585 dans un combat contre la Ligue.
En 1575, la terre de Bourgneuf, passe par contrat à sa tante, Marie du Quellenec. 
En 1578 Samuel de Beaumanoir prend le titre de seigneur de la Clarté, qu'il transmettra à sa fille en 1606.
En 1628, à l'âge de 74 ans, Catherine de Parthenay se renfermera dans la ville de la Rochelle pendant que Louis XIII en fera le siège. Prisonnière de guerre, on la transféra au château de Niort, le 2 novembre. Elle mourra au Parc-Soubise (Mouchamps), le 26 octobre 1631.

## Sources